# Johann Baptist Wanhal

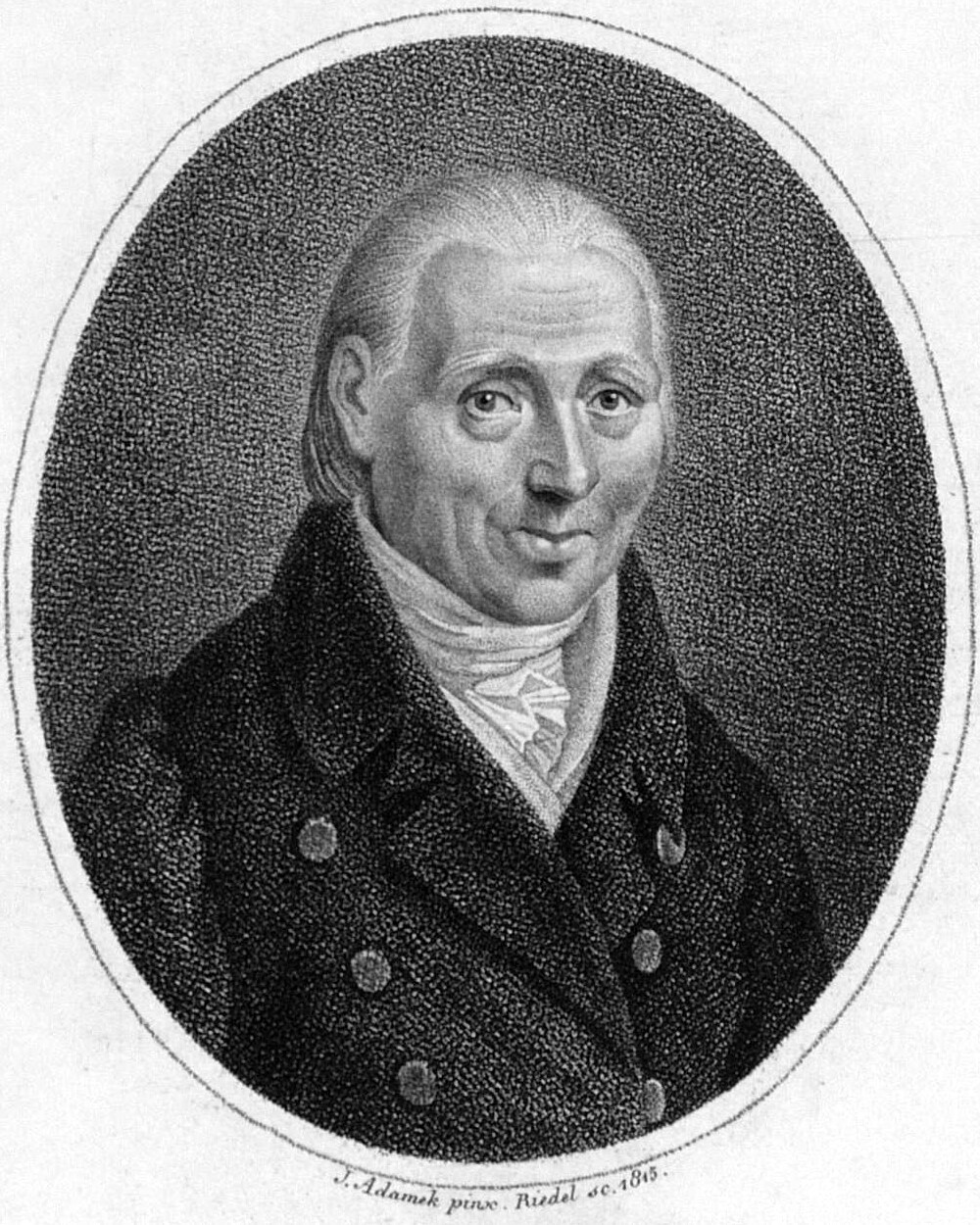
Johann Baptist Vanhal

Johann Baptist Wanhal, in deutschen Texten auch Johann Baptist Vanhal, tschechisch: Jan Křtitel Vaňhal (in zeitgenössischen deutschsprachigen Quellen auch Wanhall)  (* 12. Mai 1739 in Neu Nechanitz/Ostböhmen; † 20. August 1813 in Wien) war ein böhmischer Komponist.

## Leben
Johann Baptist Wanhal war der Sohn eines ostböhmischen Bauern. 1761 kam er durch die Gräfin Schaffgotsch nach Wien, wo er Unterricht bei Carl Ditters von Dittersdorf erhielt. Von 1769 bis 1771 hielt er sich in Italien auf, wo er unter dem Einfluss von Florian Leopold Gassmann mit der Komposition von Opern begann. Danach folgten kurze Aufenthalte in Kroatien und Ungarn. 1780 ließ er sich endgültig in Wien nieder.
Wanhal gilt als einer der ersten Komponisten, die sich ausschließlich durch den Erlös ihrer Werke sowie ihre Unterrichtstätigkeit ernähren konnten. Ignaz Pleyel war einer seiner Schüler.
Zu seinen mehr als 1.300 Kompositionen zählen über 100 Quartette und 73 Sinfonien sowie zahlreiche Klavier- und Kammermusikwerke. Unter seinen zahlreichen Sinfonien ragt besonders die g-Moll-Sinfonie (Bryan g2) heraus. Daneben schrieb er programmatische Musik, unter anderem eine Klaviersonate zur Feier der Schlacht von Trafalgar. Für Kontrabass, ein seltenes Soloinstrument, schrieb er ein Solokonzert.

## Werke (Auswahl)
Sinfonien
- Sinfonie A-Dur Bryan A9
- Sinfonie As-Dur Bryan As1
- Sinfonie B-Dur Bryan B3
- Sinfonie C-Dur Bryan C3
- Sinfonie C-Dur (Comista) Bryan C11
- Sinfonie D-Dur Bryan D2
- Sinfonie D-Dur Bryan D4
- Sinfonie D-Dur Bryan D17
- Sinfonie G-Dur Bryan G6
- Sinfonie G-Dur Bryan G8
- Sinfonie G-Dur Bryan G11
- Sinfonie a-Moll Bryan a2
- Sinfonie c-Moll Bryan c2
- Sinfonie d-Moll Bryan d1
- Sinfonie d-Moll Bryan d2
- Sinfonie e-Moll Bryan e1
- Sinfonie e-Moll Bryan e3
- Sinfonie g-Moll Bryan g1
- Sinfonie g-Moll Bryan g2

Konzerte
- Violinkonzert B-Dur
- Cellokonzert A-Dur
- Cellokonzert C-Dur
- Kontrabasskonzert Es-Dur
- Konzert für zwei Fagotte und Orchester F-Dur
- Konzert für Fagott und Orchester C-Dur
- Flötenkonzert Nr. 1
- Flötenkonzert Nr. 2
- Orgelkonzert F-Dur (Konzert für Orgel und Orchester)

Streichquartett
- Streichquartett G-Dur op. 4 Nr. 1

Klavierquartette
- Klavierquartett Es-Dur op. 40 Nr. 1
- Klavierquartett G-Dur op. 40 Nr. 2
- Klavierquartett B-Dur op. 40 Nr. 3

Klavierquintette (Sonates pour le clavecin, avec l’accompagnement des deux violons, viola et violoncelle (ad libitum))
- Klavierquintett G-Dur op. 12 Nr. 1
- Klavierquintett d-Moll op. 12 Nr. 2
- Klavierquintett B-Dur op. 12 Nr. 3

Oboenquartette
- Oboenquartett op. 7 Nr. 1
- Oboenquartett op. 7 Nr. 2
- Oboenquartett op. 7 Nr. 3
- Oboenquartett op. 7 Nr. 4
- Oboenquartett op. 7 Nr. 5
- Oboenquartett op. 7 Nr. 6

Trios
- Trio op. 20 Nr. 1
- Trio op. 20 Nr. 2
- Trio op. 20 Nr. 3
- Divertimento a tre (Vl, Va, Kb)
- Trio op. 20 Nr. 5 für Klarinette, Violine und Klavier

Violasonaten
- Violasonate op. 5 Nr. 1
- Violasonate op. 5 Nr. 2
- Violasonate op. 5 Nr. 3
- Violasonate op. 5 Nr. 4

Klavier- und Orgelwerke
- 6 Fugen für die Orgel oder Clavier. Wien 1805
- Fugen für Orgel

Geistliche Musik
- 58 Messen
  - MS 1-G-Dur Missa Pastoralis (ca. 1782: Weinmann XIX: G4, Österreichische Nationalbibliothek Mus.Hs.926)
  - MS 2-C-Dur Missa Solemnis (ca. 1778: Weinmann XIX: C7, Österreichische Nationalbibliothek Mus.Hs.22290)
- Pange Lingua (Wien)
- 1 Credo
- Kyrie und Gloria
- 54 Offertorien
- 16 Salve Regina
- 10 Litaneien
- 14 Motetten
- Stabat Mater
- Te Deum
- Tantum ergo
- Pange Lingua

Opern
- Il Demofonte; Libretto: Pietro Metastasio; UA: 1770, Rom; verschollen
- Il trionfo di Clelia; Libretto: Pietro Metastasio; UA: 8. Januar 1776, Hoftheater München; verschollen